# Leichenporträts (Menzel)

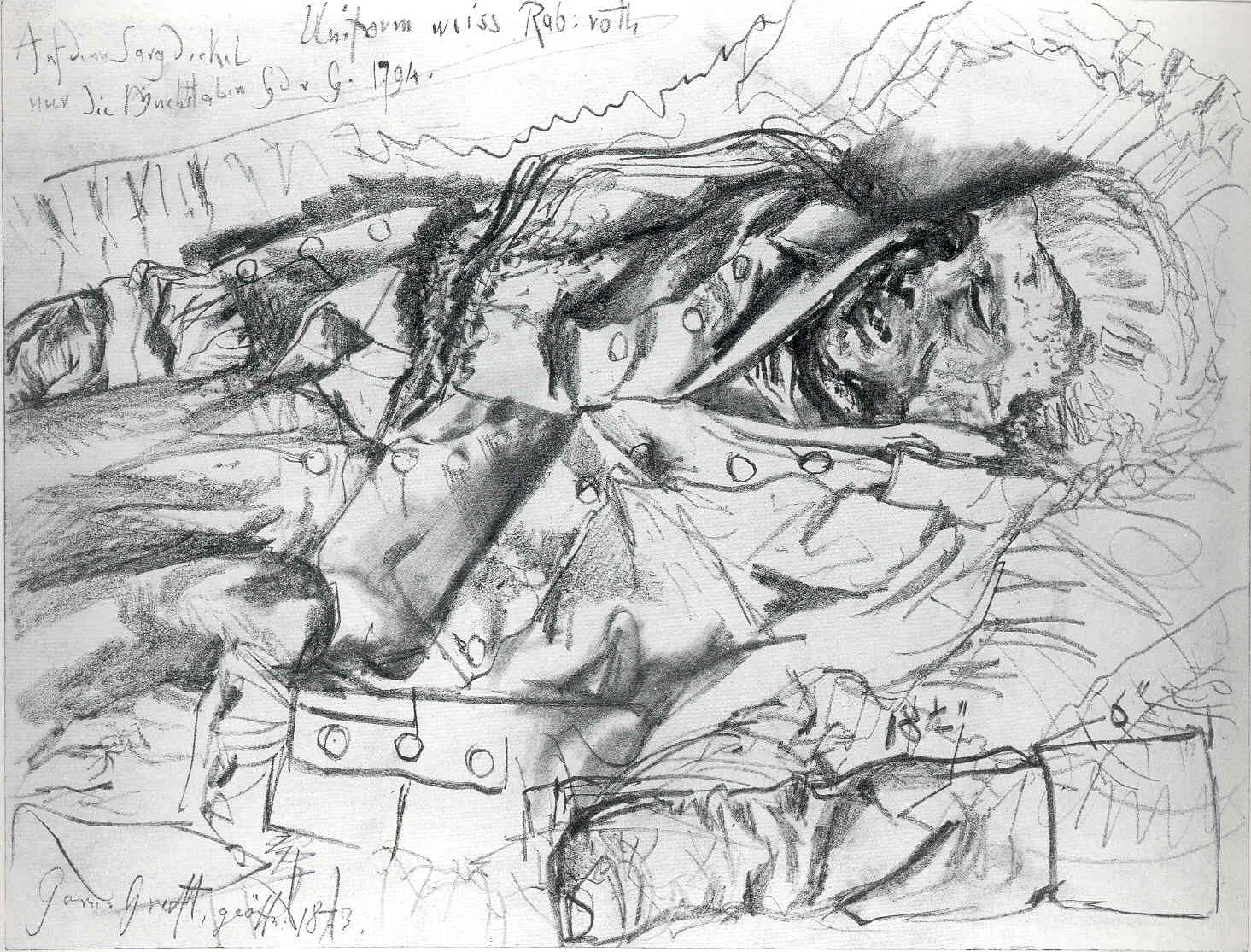
Adolph Menzel: Leiche eines Offiziers, 1873; Bleistift, 23,8 × 33,3 cm. Berlin, Kupferstichkabinett

Als Leichenporträts (auch: Mumienporträts) bezeichnet die kunstgeschichtliche Literatur eine Serie von Bleistiftzeichnungen, die Adolph Menzel 1873 nach der Bergung und Öffnung von Särgen aus der Gruft unter der Garnisonkirche in Berlin anfertigte. Die Zeichnungen zeigen die sterblichen Überreste preußischer Offiziere aus dem 18. Jahrhundert.

## Hintergrund

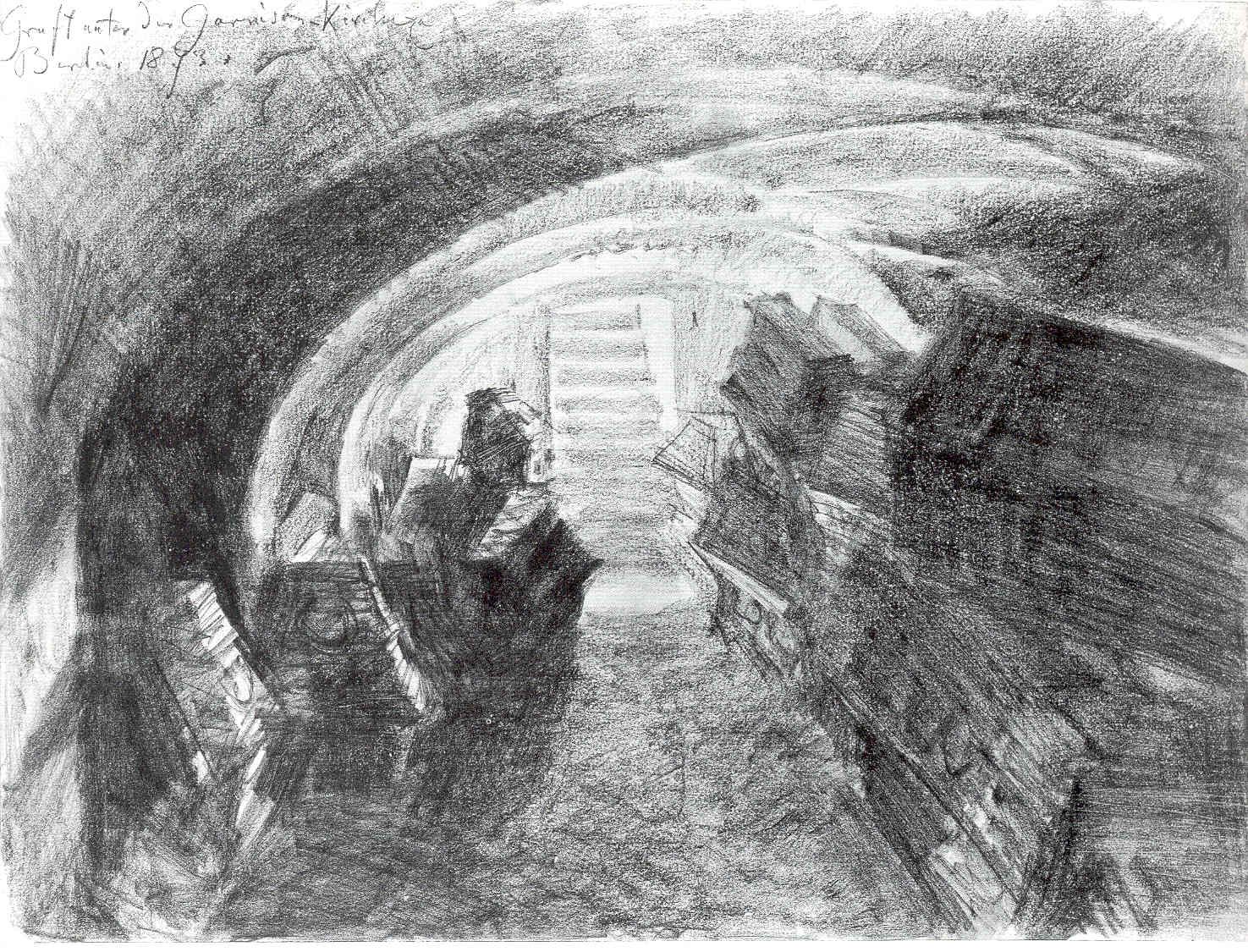
Adolph Menzel: Gruft unter der Garnisonkirche in Berlin, 1873; Bleistift, 23,8 × 33,2 cm. Berlin, Kupferstichkabinett

Vermutlich bereits im Jahr 1705 war unter der ersten Garnisonkirche, unter Friedrich I. von 1701 bis 1703 erbaut von Martin Grünberg, ein Grabgewölbe angelegt worden, gedacht für die Bestattung preußischer Offiziere und ihrer Angehörigen. Gesichert ist die Beisetzung des Generalmajors Daniel von Tettau im Jahr 1709 in der Gruft. Über den Verbleib der hier Bestatteten nach der Zerstörung der Kirche durch die Explosion des benachbarten Pulverturms im August 1720 ist nichts bekannt. Unter der zweiten Garnisonkirche, die 1720 bis 1722 am gleichen Ort nach Plänen Johann Philipp Gerlachs entstand, wurde ab 1723 ebenfalls eine Gruft angelegt, die 1740 und 1768 wegen Platzmangels erweitert wurde. Als die Grüfte 1830 geschlossen wurden, befanden sich hier etwa 815 Särge, darunter die von 15 Feldmarschällen und 56 Generälen. Im Jahre 1873 wurden auf Anregung des Kronprinzen Friedrich Wilhelm 555 beschädigte Särge größtenteils auf den Garnisonfriedhof an der Müllerstraße umgebettet. Adolph Menzel war im Sommer 1873 unter der Garnisonkirche bei der Öffnung der Gruft und der Bergung der Särge zugegen. Einige der zutage gebrachten Leichname waren weitgehend mumifiziert.

## Die Zeichnungen
Menzel hielt die Situation in der Gruft zeichnerisch fest. Dabei betonte er den Eindruck des unaufgeräumten Raums mit den wie zufällig aufgetürmten Särgen. Durch den Lichteinfall verdeutlichte er die Treppe zum Ausgang, die man nur an den Toten vorbei erreichen kann. Das Blatt aus der Gruft, die Menzel in einer weiteren Zeichnung noch aus einer anderen Perspektive erfasste, wird als „Einführung“ in die Blattfolge der Leichenporträts angesehen.

### Leiche des Feldmarschalls Keith

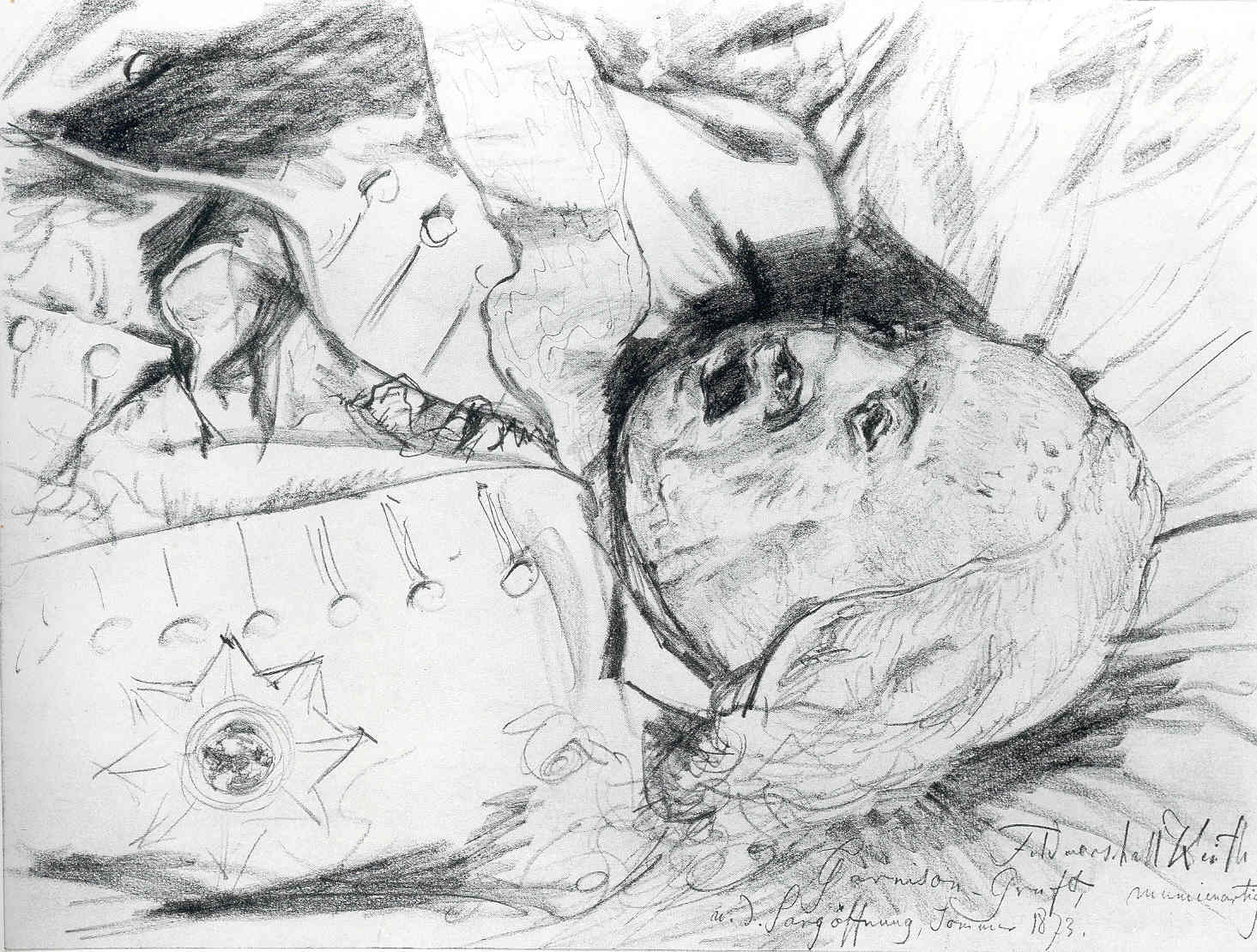
Leiche des Feldmarschalls Keith; Bleistift, 23,8 × 33,2 cm. Berlin, Kupferstichkabinett

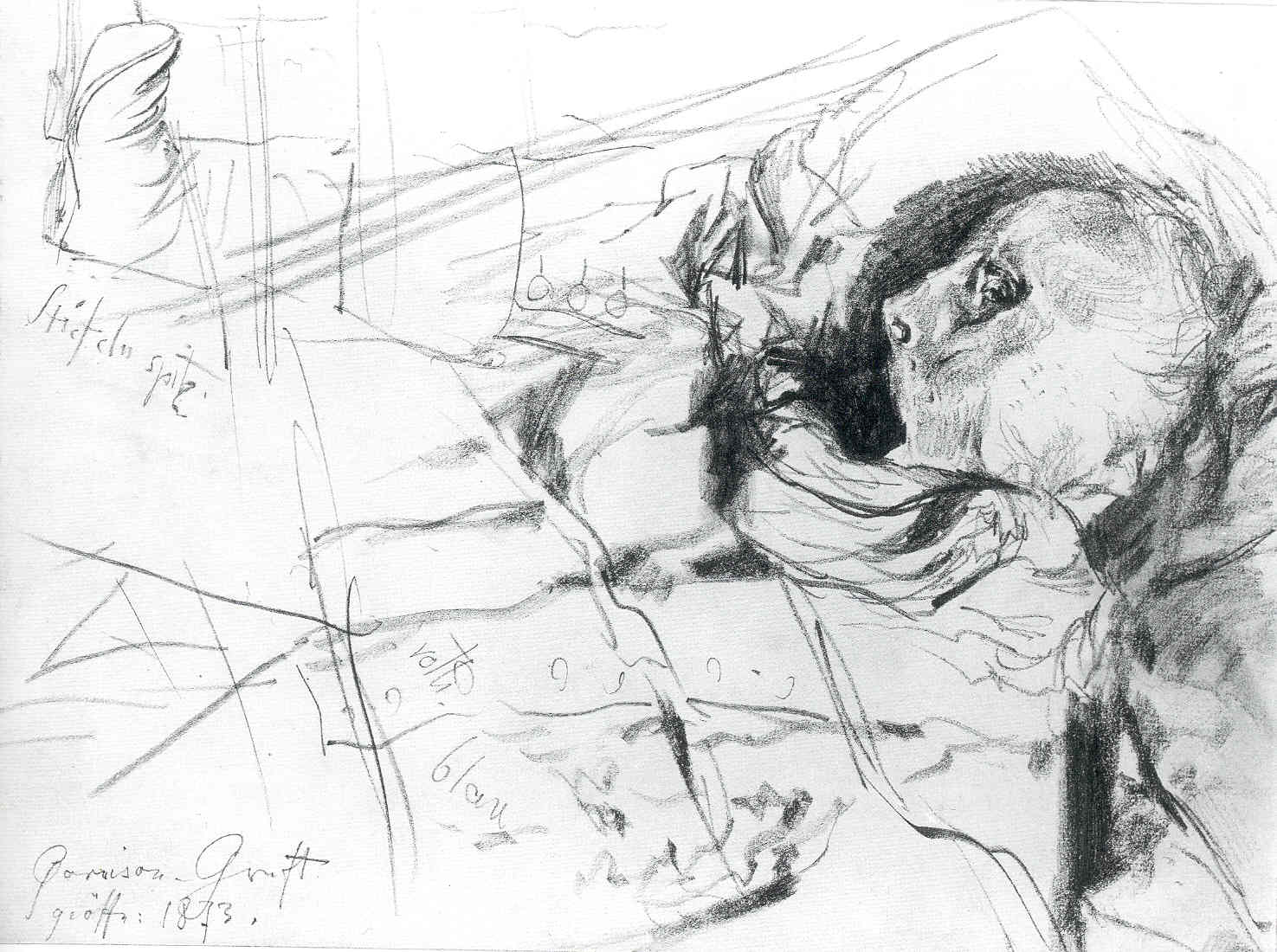
Totenschädel und Stiefel; Bleistift, 23,8 × 33,2 cm. Berlin, Kupferstichkabinett

Im Jahr 1851 hatte Menzel ein Porträt des preußischen Feldmarschalls James Keith (1696–1758) nach alten, idealisierenden Bildnissen gemalt. „Das ist Keith, den erkenne ich an der Ähnlichkeit“, so Menzel bei der Öffnung des Sarges. Die Zeichnung der leiblichen Überreste des Feldmarschalls, gefallen 1758 im Siebenjährigen Krieg in der Schlacht bei Hochkirch, zeigt den Toten mit Haupthaar und Schwarzem Adlerorden auf der Uniform. Die Perspektive ist so gewählt, dass die Gesichtsseite mit der tödlichen Verletzung, einem Schuss in den Mund, abgewandt bleibt. 1883 berichtigte Oberst von Prittwitz, der bei der Bergung in der Gruft anwesend war, in einer Veröffentlichung die Behauptung, Keith sei an einem Schuss in seine „Heldenbrust“ gestorben. Die Zeichnung ist beschriftet: Feldmarschall Keith, mumienartig, Garnison-Gruft, n. d. Sargöffnung, Sommer 1873.

### Totenschädel und Stiefel
Der Tote ist nicht identifiziert. Menzel notierte links unten: Garnison-Gruft geöffn: 1873. Die Zeichnung ist auf die Erfassung des Schädels gerichtet. Der Schattenwurf betont das Profil mit dem offenen Mund, ein Schal um den Hals ist angedeutet, das Übrige nur skizzenartig angelegt. Menzel notierte Farbangaben auf dem Uniformrock: roth, blau. Über den Rand des Sarges ist als aussagekräftiges Detail die Zeichnung eines Stiefels gesetzt (Stiefeln spitz ist darunter angemerkt), die darin steckende Uniformhose wird im Ansatz festgehalten. Menzel bevorzugte in vielen Skizzen die Zusammenstellung von Einzelheiten einer Szenerie oder eines Gegenstandes; diese Technik erlaubte ihm, sich später an die Zusammenhänge zu erinnern.

### Leiche eines Offiziers

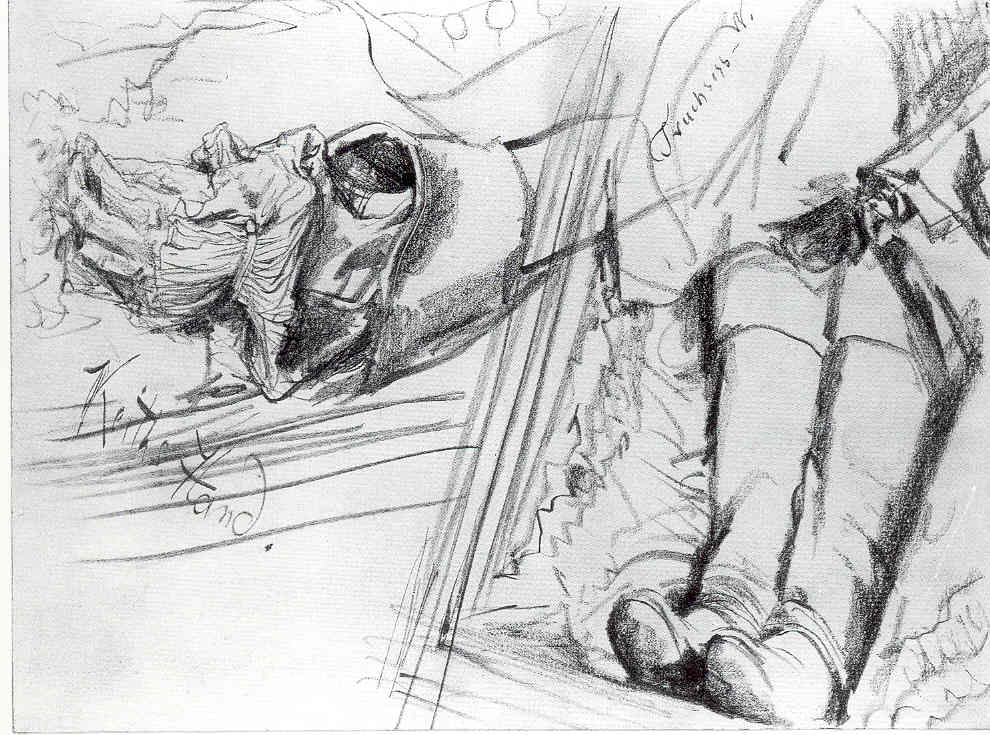
Keiths Hand und die Beine des Reichsgrafen Truchseß von Waldburg; Bleistift, 23,8 × 33,2 cm. Berlin, Kupferstichkabinett

Auf einem Blatt mit der Leiche eines Offiziers aus der Gruft der Garnisonkirche, auf dem am unteren Rand auch dessen Stiefel skizziert ist, notierte Menzel die Maße desselben in Fuß und Zoll. Uniform weiss Rab: roth, schrieb er zudem an den oberen Blattrand, und dazu: Auf dem Sargdeckel nur die Buchstaben Gd v G.1794. Der Leichnam wirkt, als habe ihn die Mumifizierung in seine weiße Galauniform mit den roten Brustaufschlägen, den Rabatten, hineinschrumpfen lassen. Vermutlich handelt es sich bei dem Toten um den 1794 verstorbenen Chef des Militärdepartements beim Generaldirektorium, Generalleutnant Georg Dietrich von der Groeben, beigesetzt in der Gruft am 11. Juli 1794. Menzels Notiz auf der Zeichnung Gd v G lässt bei Abgleich mit den Militärkirchenbüchern diese Identifizierung zu. Unten links findet sich von Menzels Hand der Vermerk Garn: Gruft, geöffn. 1873.

### Keiths Hand und die Beine des Reichsgrafen
Das Blatt zeigt Details zweier verschiedener Leichname. Links oben ist die mumifizierte Hand des Feldmarschalls Keith in einer seitlichen Ansicht festgehalten, notiert als Keiths Hand, sein Körper ist nur angedeutet in dem Ärmel, der neben der am oberen Blattrand mit einer dünnen Linie wiedergegebenen Uniformjacke ruht. Die Beine des Reichsgrafen Truchseß von Waldburg sind indes in Aufsicht gezeichnet, auf dem darüber liegenden Tuch notierte Menzel Truchseß W. Das Vorgehen, nicht zusammengehörige Partien festzuhalten, findet sich in Menzels Zeichenbüchern häufig. In der vorliegenden Totenzeichnung vermitteln die in raschen, fahrigen Linien festgehaltenen Sargränder die Erinnerung an den unordentlichen Zustand, in dem man die gestapelten Särge vorgefunden hatte.

### Leiche des Reichsgrafen Truchseß von Waldburg

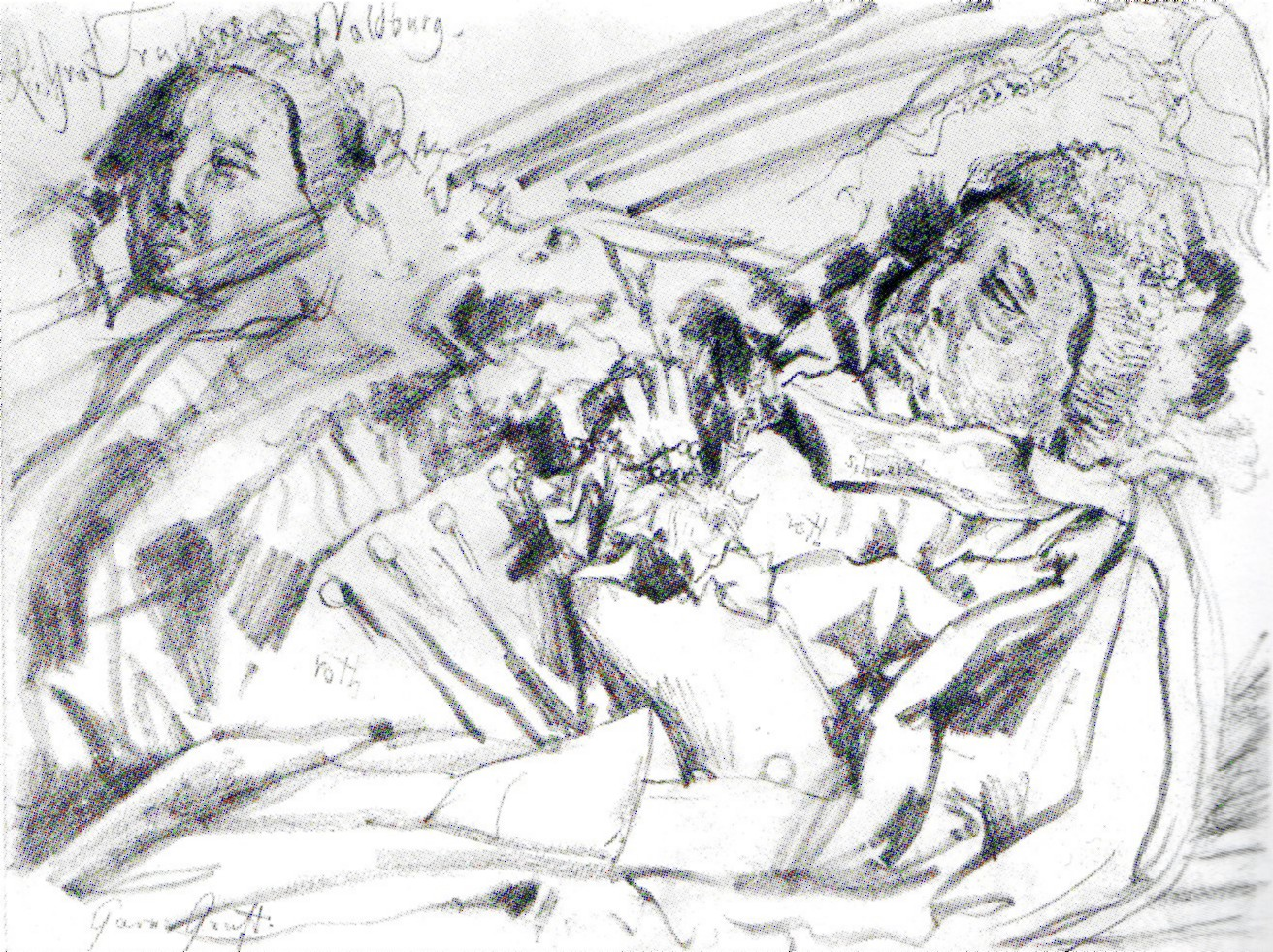
Leiche des Reichsgrafen Truchseß von Waldburg

Auf einem weiteren Blatt ist die obere Hälfte der Leiche des Reichsgrafen Truchseß von Waldburg (1714–1748) in seinem Sarg wiedergegeben, mit einem Rosenkranz in den Händen, ebenso der Kopf. Der Offizier, der identisch ist mit dem Truchseß W, dessen Beine Menzel zusammen mit der Hand Keiths ins Bild setzte, trägt in dieser Zeichnung einen Orden als Mantel- und Halsdekoration, der 1996 fälschlich als Eisernes Kreuz identifiziert wurde, wodurch der Tote zeitlich den Befreiungskriegen 1813 bis 1815 zugeordnet werden sollte. Diese These wurde 2004 widerlegt, da sich in den Kirchenbüchern kein Truchseß von Waldburg nachweisen lässt, der nach 1800 in der Gruft beigesetzt wurde, und das Eiserne Kreuz nicht als Manteldekoration getragen wurde. Stattdessen wurde der Orden als Johanniterorden identifiziert, dem mindestens einer der vier in der Gruft beigesetzten Truchsessen von Waldburg angehörte. Für den unter Vorbehalt angenommenen Reichsgrafen Otto Wilhelm Truchseß Graf zu Waldburg (1714–1748) spricht zudem Menzels Hinweis auf einen roten Uniformrock, den der Rittmeister als Galauniform der Offiziere des Regiments Gens d’Armes trug.

## Einordnung

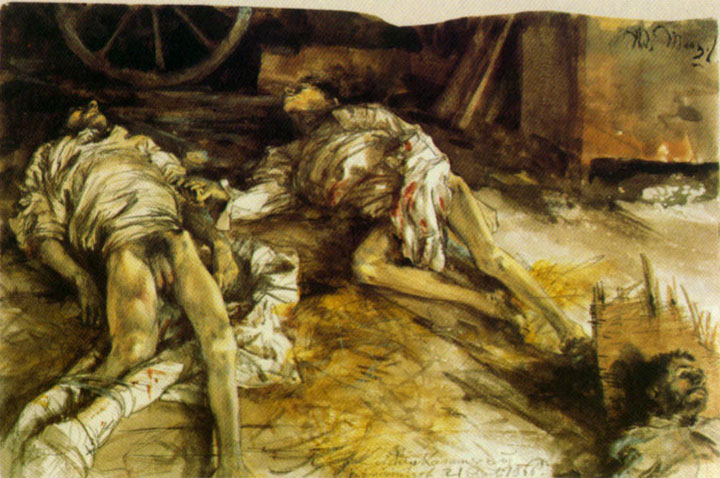
Drei gefallene Soldaten in einer Scheune, 1866; Bleistift, Aquarell. Berlin, Kupferstichkabinett

Die Begegnung mit den Toten war für Adolph Menzel nicht die erste ihrer Art. Mitte Juli 1866 hatte er am Ende des Deutschen Krieges in Königinhof bei Königgrätz Zeichnungen und Aquarelle von toten und sterbenden Soldaten angefertigt, darunter auch Studien von kurz zuvor Gefallenen, die man nicht aufgebahrt, sondern provisorisch in einer Scheune auf Stroh gebettet hatte. In einem Brief vom 2. August desselben Jahres bemerkte Menzel dazu seinen Eindruck, „[...] 14 Tage die Nase in Graus Jammer und Stank zu stecken“. Zwei Tage zuvor, am 31. Juli, verkündete er in einem Schreiben weniger respektvoll das Vorhaben, „zu Gitschin das Lachgesicht des alten Friedländers in seinem Sarge zu besehen“. Menzels Leichenporträts aus der Gruft der Garnisonkirche zeigen eine schnelle Arbeitsweise. Trotz ihrer Sachlichkeit lassen sie jeweils „eine intensive Zwiesprache mit dem toten ‚Modell‘“ erkennen.

## Provenienz
Adolph Menzel hielt die Begehung des Gewölbes und die Leichen in den geöffneten Särgen vermutlich in einem seiner zahlreichen Zeichenbücher fest, aus dem die Blätter später herausgelöst wurden. Die Zeichnungen wurden 1906 mit dem Nachlass Adolph von Menzels, der 1905 verstorben war, von der Nationalgalerie in Berlin erworben; sie waren bereits 1905 anlässlich einer Gedächtnisausstellung nach Menzels Tod dort gezeigt worden. Eine Auswahl aus der Reihe von Menzels Leichenporträts präsentierten Ausstellungen in Wien und Kopenhagen 1985 sowie in Paris, Washington und Berlin 1996 und 1997. Die genaue Zahl der Blätter, die Menzel 1873 insgesamt in den Grüften anfertigte, wurde bislang nicht veröffentlicht.